# Bulbophyllum dryas
Bulbophyllum dryas är en orkidéart som beskrevs av Henry Nicholas Ridley. Bulbophyllum dryas ingår i släktet Bulbophyllum och familjen orkidéer. Inga underarter finns listade i Catalogue of Life.